# Coppa Svizzera 1944-1945
La Coppa Svizzera 1944-1945 è stata la 20ª edizione della manifestazione calcistica. È iniziata nell'agosto 1944 e si è conclusa il 2 aprile 1945. Questa edizione della coppa vide la vittoria finale dello Young Boys.

## Regolamento
Turni ad eliminazione diretta in gara unica. In caso di paritá al termine dei tempi supplementari, la partita veniva ripetuta a campo invertito.

### Trentaduesimi di finale
| Squadra 1                   | Risultato      | Squadra 2             |
| --------------------------- | -------------- | --------------------- |
| 3 dicembre 1944             |                |                       |
| Aarau                       | 4 - 1          | Sporting Club Aarau   |
| Adliswil                    | 1 - 3          | Grasshoppers          |
| Allschwil                   | 0 - 6          | Basilea               |
| Amical-Abattoirs GE         | 0 - 1          | International Ginevra |
| Berna                       | 7 - 1          | Langnau               |
| Bienne                      | 2 - 1          | Nidau                 |
| Binningen                   | 2 - 9          | Nordstern             |
| Blue Stars Zurigo           | 2 - 1          | Zurigo                |
| Brühl                       | 1 - 2 (d.t.s.) | Amriswil              |
| Étoile-Sporting             | 6 - 3          | Concordia Yverdon     |
| Gardy-Jonction GE           | 1 - 8          | Servette              |
| Gerlafingen                 | 0 - 3          | Derendingen           |
| Helvetia                    | 0 - 1          | Grenchen              |
| La Chaux-de-Fonds           | 3 - 0          | Fleurier              |
| La Tour-de-Peilz            | 0 - 14         | Losanna               |
| Locarno                     | 5 - 2          | Bodio                 |
| Lugano                      | 5 - 0          | Uster                 |
| Luzerner SC                 | 2 - 0          | Wipkingen             |
| Porrentruy                  | 0 - 1 (d.t.s.) | Moutier               |
| Pro Daro                    | 3 - 0          | Mendrisio             |
| San Gallo                   | 8 - 1          | Ems                   |
| Soletta                     | 4 - 0          | Wacher Grenchen       |
| Thun                        | 0 - 5          | Young Boys            |
| Turgi                       | 1 - 2          | Lucerna               |
| Urania Ginevra              | 2 - 0          | Stade Nyonnais        |
| Vevey                       | 0 - 1          | Cantonal Neuchâtel    |
| Winterthur                  | 1 - 3          | Bellinzona            |
| Young Fellows               | 3 - 2 (d.t.s.) | Sciaffusa             |
| Zofingen                    | 2 - 1          | Langenthal            |
| FC Zugo                     | 5 - 0          | Wohlen                |
| Sion                        | 0 - 0 (d.t.s.) | Monthey               |
| Stade Lausanne              | 0 - 0 (d.t.s.) | Friburgo              |
| 10 dicembre 1944 (spareggi) |                |                       |
| Friburgo                    | 0 - 1          | Stade Lausanne        |
| Monthey                     | 2 - 3          | Sion                  |

### Sedicesimi di finale
| Squadra 1                  | Risultato      | Squadra 2             |
| -------------------------- | -------------- | --------------------- |
| 24 dicembre 1944           |                |                       |
| Aarau                      | 2 - 0          | Pro Daro              |
| Amriswil                   | 0 - 2          | Locarno               |
| Basilea                    | 3 - 1          | Zofingen              |
| Bienne                     | 0 - 2 (d.t.s.) | Cantonal Neuchâtel    |
| Derendingen                | 2 - 3          | Urania Ginevra        |
| Grasshoppers               | 4 - 1          | Blue Stars Zurigo     |
| La Chaux-de-Fonds          | 0 - 1          | Grenchen              |
| Losanna                    | 2 - 1          | Moutier               |
| Luzerner SC                | 0 - 4          | San Gallo             |
| Servette                   | 0 - 3          | International Ginevra |
| Sion                       | 2 - 4          | Young Boys            |
| Soletta                    | 2 - 3          | Stade Lausanne        |
| Young Fellows              | 2 - 0          | Nordstern             |
| FC Zugo                    | 2 - 1 (d.t.s.) | Lucerna               |
| Bellinzona                 | 2 - 2 (d.t.s.) | Lugano                |
| Berna                      | 1 - 1 (d.t.s.) | Étoile-Sporting       |
| 14 gennaio 1945 (spareggi) |                |                       |
| Étoile-Sporting            | 4 - 1          | Berna                 |
| Lugano                     | 3 - 2          | Bellinzona            |

### Ottavi di finale
| Squadra 1        | Risultato      | Squadra 2             |
| ---------------- | -------------- | --------------------- |
| 21 gennaio 1945  |                |                       |
| Grenchen         | 4 - 1          | Urania Ginevra        |
| Losanna          | 0 - 3          | International Ginevra |
| Locarno          | 2 - 1          | FC Zugo               |
| San Gallo        | 3 - 0          | Basilea               |
| Stade Lausanne   | 0 - 2 (d.t.s.) | Cantonal Neuchâtel    |
| 28 gennaio 1945  |                |                       |
| Aarau            | 2 - 3 (d.t.s.) | Young Fellows         |
| 19 febbraio 1945 |                |                       |
| Grasshoppers     | 1 - 2          | Lugano                |
| Young Boys       | 10 - 0         | Étoile-Sporting       |

### Quarti di finale
| Squadra 1        | Risultato | Squadra 2             |
| ---------------- | --------- | --------------------- |
| 26 febbraio 1945 |           |                       |
| Grenchen         | 0 - 2     | Young Boys            |
| Locarno          | 0 - 1     | Young Fellows         |
| Lugano           | 1 - 2     | International Ginevra |
| San Gallo        | 3 - 1     | Cantonal Neuchâtel    |

### Semifinali
| Squadra 1                      | Risultato      | Squadra 2             |
| ------------------------------ | -------------- | --------------------- |
| 11 marzo 1945                  |                |                       |
| San Gallo                      | 1 - 0 (d.t.s.) | International Ginevra |
| Young Fellows                  | 1 - 1 (d.t.s.) | Young Boys            |
| 25 marzo 1945 (ripetizione)    |                |                       |
| Young Boys                     | 0 - 0 (d.t.s.) | Young Fellows         |
| 31 marzo 1945 (2a ripetizione) |                |                       |
| Young Fellows                  | 2 - 4          | Young Boys            |

### Finale
| Arbitro: | Lutz (Ginevra) |

|                                     |           |  |
| Trachsel 97’ Walascheck 108’ (rig.) | Marcatori |  |